# Mestni stolp Džide
Mestni stlop  (arabsko برج جدة),, prvotno imenovan Kraljevi stolp (برج المملكة), tudi Mile-High Tower, (arabsko برج الميل‎) je projekt gradnje nebotičnika, ki je trenutno na čakanju (2021 v izgradnji) v Džidi (Saudova Arabija). Prišlo je do stalnega napredka, toda januarja 2018 je lastnik stavbe JEC ustavil gradbena betonska dela s približno eno tretjino stolpa, ki je bil dokončan zaradi težav z delom pri izvajalcu po čistki Savdske Arabije v letih 2017–2019.
Cena izgradnje je ocenjena na 1,23 milijarde USD. Stolp je del 20 milijard USD vrednega projekta Kraljevo mesto (Kingdom city). Če bo šlo vse po načrtih, bo postal najvišja stavba na svetu in prva, ki bo dosegla 1 kilometer višine. Sprva so predlagali 1 miljo visok nebotičnik (1506 metrov), vendar geološka sestava ni bila ustrezna. Stolp je oblikoval ameriški arhitekt Adrian Smith, ki je zasnoval tudi Burdž Kalifa - trenutno najvišjo stavbo na svetu. Vodja in ustanovitelj projekta je saudski princ Al-Waleed bin Talal, najbogatejši Arabec na Bližnjem vzhodu. Projekt naj bi bil ikona Arabskega sveta, simbol moči in blagostanja. Pesimisti trdijo, da finančno ne bo uspešen.

## Zgodovina gradnje
Maja 2008 je testiranje tal na tem območju povzročilo dvom o tem, ali bi predlagana lokacija lahko podpirala nebotičnik predlagane višine enega kilometra, MEED pa je poročal, da je bil projekt zmanjšan, tako da je bil do 500 metrov nižji. Začetek del na temeljenju je bil predviden proti koncu leta 2012. Izjave, da se bo gradnja kmalu začela, so bile dane od leta 2008. Avgusta 2011 je bil začetek gradnje predviden kot najpozneje decembra. To je pomenilo, da naj bi bil stolp dokončan leta 2017, čeprav je bil takrat možno je bilo tudi, da bi bilo še vedno dokončano do datuma, ko so mediji nadaljevali z objavo, kar je bila predhodna ocena konec leta 2016. Le če bi se gradnja začela takoj in bi potekala gladko, bi lahko bila dokončana konec leta 2016.
Poročila iz leta 2009 so nakazovala, da je bil projekt ustavljen zaradi svetovne finančne krize 2008–2009 in da je Bechtel (začetno inženirsko podjetje za ta projekt) »v procesu zaključevanja sodelovanja pri projektu«. Kingdom Holding Company je hitro kritizirala novice in vztrajala, da projekt ni bil odložen.

### Izbran arhitekt
Marca 2010 je bil Adrian Smith iz Adrian Smith + Gordon Gill Architecture (AS + GG) izbran za preliminarnega arhitekta (čeprav zanikajo vpletenost v prejšnje, miljo visoke načrte). Kasneje, ko je bil predlog resnejši, so zmagali na natečaju za oblikovanje med osmimi vodilnimi arhitekturnimi biroji, vključno s Kohn Pedersen Fox, Pickard Chilton, Pelli Clarke Pelli in Foster + Partners ter podjetjem, za katero je prej delal Smith, Skidmore, Owings in Merrill, ki je bil zadnji tekmovalec v tekmovanju, preden je bil izbran AS + GG. Poleg Burdž Kalifa je Adrian Smith zasnoval več drugih nedavnih stolpov; stolp Zifeng v Nandžingu na Kitajskem, Trump International Hotel & Tower v Chicagu in stolp Jin Mao v Šanghaju ter stolp Pearl River v mestu Guangzhou na Kitajskem. Vse štiri stavbe so med enajstimi najvišjimi na svetu. Poleg tega je stolp Pearl River Tower edinstven stolp, ki je bil prvotno zasnovan tako, da uporablja ničelno neto energijo, tako da črpa vso potrebno energijo iz vetra, sončne svetlobe in geotermalne mase, čeprav ta cilj načrtovanja ni bil v celoti dosežen.
Oktobra 2010 so lastniki (Kingdom Holding Company) podpisali pogodbo o razvoju z Emaar Properties PJSC. Končna višina stavbe je bila vprašljiva, vendar naj bi bila še vedno večja od 1 kilometra. Kingdom Holding je dejal, da gradnja napreduje.
Projekti za temelje so bili izdelani do začetka avgusta 2011 in razpisana je bila pogodba za pilote. Langan International je 16. avgusta 2011 uradno objavil svojo udeležbo in da morajo biti temelji in piloti edinstveno zasnovani za premagovanje podpovršinskih težav, kot sta mehka skalna podlaga in porozna koralna skala, ki običajno ne more podpirati nebotičnika, ne da bi se posedla. Temelj je podoben temelju Burdž Kalifa, vendar večji; pričakuje se, da bo v povprečju globok okoli 4,5 m z betonsko blazino površine okoli 7500 m². Beton mora imeti nizko prepustnost, da prepreči korozivno slano vodo iz Rdečega morja. Njegova globina in velikost veljata tudi za pokazatelja končne višine stolpa. Piloti bodo globoki do 200 m, blazina pa več kot 90 m, vendar se pričakuje, da se bo stavba, ki bo tehtala več kot 900.000 ton, posedla. Ideja je, da se dovolj enakomerno usede, da se stavba ne prevrne ali povzroči nepotrebno obremenitev nadgradnje. Programi za računalniško modeliranje so na lokaciji izvedli teste, da bi potrdili, da bo zasnova temeljev delovala. Kasnejša zasnova temelja, ki ga bo izdelal Bauer leta 2013, zahteva 270 izvrtanih pilotov do 110 m globine, ki jih je treba namestiti v težke talne razmere. Nekaj materialov, potrebnih za konstrukcijo, je 500.000 m³ betona in 80.000 t jekla.

### Odobritve
Marca in aprila 2011 je več tiskovnih agencij poročalo, da je bil projekt Mile-High Tower odobren na tej višini in da bo stavba stala skoraj 30 milijard ameriških dolarjev. Ta zasnova naj bi bila drastično večja od trenutne zasnove, s tlorisno površino 3.530.316 m² in bi za trajnost uporabljala futuristično tehnologijo za preprečevanje vetra in proizvodnjo energije. To in okoliško mesto bi lahko sprejelo 80.000 prebivalcev in milijon obiskovalcev, poroča RIA Novosti. Adrian Smith je zanikal, da bi bil del katerega koli od prejšnjih načrtov, ki so bili domnevno objavljeni v medijih. En vir je celo popravil svoj članek in razjasnil nesporazum.

### Začne se gradnja
Gradnja se je začela 1. aprila 2013. Polaganje pilotov je bilo zaključeno decembra 2013. Nadzemna gradnja se je začela septembra 2014.
Konec leta 2017 sta bila v okviru čistke v Savdski Arabiji aretirana lastnik Kingdom Holding Co, ki ima v lasti 33 % stolpa, in predsednik Saudi Binladen Group, ki ima v lasti 17 % in je glavni izvajalec. Gradnja stolpa se je nadaljevala, čeprav so bili nekateri višji menedžerji v Kingdom Holdingu preusmerjeni na druge projekte. Februarja 2018 je Mounib Hammoud, izvršni direktor Jeddah Economic City, dejal, da se gradnja nadaljuje in da upajo, da bodo stolp odprli do leta 2020. Oktobra 2017 je bilo osrednje jedro stolpa v 60 nadstropjih, stene pa so bile visoke 248 m, od konca leta 2017 je bila prijavljena višina 252 m.
Marca 2018 je Kingdom Holding Company podpisala pogodbo z Orange Business Services za zagotavljanje infrastrukture informacijske in komunikacijske tehnologije (IKT) za Jeddah Tower. 12. marca se je gradnja stolpa po zamudi nadaljevala.

### Zamuda
Dela so napredovala, a je januarja 2018 lastnik stavbe JEC ustavil betonska dela, pri čemer je bila stolpnica dokončana približno do ene tretjine zaradi težav z delovno silo z izvajalcem po čistki v Saudovi Arabiji v letih 2017–19. Od takrat so bila gradbena dela ustavljena, delno zaradi pandemije COVID-19, od junija 2023 pa ni gotovo, če in kdaj bo stolp končan.

## Oblikovanje

### Izzivi
Trajnost tako visoke stavbe bi vključevala težave, kot so omejitve navpičnega transporta, nihanje stavbe zaradi vetra in super usedanje stebrov, do katerega pride, ker se beton nagiba k krčenju, ko hidrira in se sesede pod obremenitvijo, medtem ko je jeklo dimenzijsko stabilno, zaradi česar postanejo tla neravna. Poleg tega je v zelo visokih stavbah potrebna zelo velika velikost jedra za podporo strukture in namestitev velikega števila potrebnih dvigal. Velikost jedra zavzame precejšnjo količino prostora v spodnjem in srednjem nadstropju. Eden od načinov, kako stolp v Džidi poskuša premagati te težave, je njegova gladka, nagnjena zunanja zasnova, ki, čeprav je dražja za gradnjo, ponuja vrhunsko aerodinamično zmogljivost v primerjavi s stopničastimi zasnovami, kot je Burdž Kalifa, kar mu omogoča bolj konservativno jedro. To so ugotovili testi v vetrovniku, izvedeni na Burdž Kalifi. Stolp v Džidi bo uporabil tudi obilo ojačitvenih materialov, da bi preprečil prekomerno nihanje, zaradi katerega bi sicer stanovalci v zgornjih nadstropjih čutili slabost v vetrovnih dneh, vključno z betonom zelo visoke trdnosti, ki bo v določenih delih jedra debel do nekaj metrov. To je skupaj z visoko integriranim jeklenim okvirjem in strižnimi stenami namenjeno tudi preprečevanju katastrofalne okvare strukture v primeru terorističnega napada. Tradicionalno je veljalo, da zaradi prostora, ki ga porabijo dvigala, postane stavba čedalje manj donosna po 80 nadstropjih. V zadnjem času je  pojav mešane rabe, kot sta Šanghajski stolp in Burdž Kalifa, izboljšal gradbene tehnologije.
Tako kot Burdž Kalifa, stolp v Džidi uporablja podoben trikotni tloris v obliki črke Y, ki spodbuja stabilnost in poveča pogled na okna ter zoženo obliko, pri čemer sta sama višina in veter največji izziv strukturnega načrtovanja. Gladka, nagnjena fasada stolpa še posebej sproži koristen pojav, znan kot odvajanje vetrovnega vrtinca. Običajno, ko se veter vrtinči okoli zavetrne strani stavbe in hiti z obeh strani, da zapolni območje nizkega tlaka, bi ustvariti tornadu podobne vrtince, ki bi zaradi sprememb v tlaku, smeri in hitrosti zibali stavbo z ene strani na drugo. Dinamična fasada stolpa v Džidi pa ustvarja neskončno časovno razliko (medtem ko je Burdž Kalifa omejen s številom stopenj) pri delovanju zračnega tlaka v kateri koli določeni smeri, kar ustvarja bolj stabilno strukturo, saj ni širokega območja izjemnega pritiska ali depresije v danem trenutku. Preprosto povedano, gladka zožitev je bolj aerodinamična kot nepravilna ali nazobčana zožitev, obe pa sta v prednosti pred pravokotnimi geometrijami. Na višini stolpa v Džidi se zdi v bistvu neizvedljiva uporaba tradicionalne kvadratne oblike.

### Zunanja oblika
Trikotni tloris in nagnjena zunanjost stolpa v Džidi sta zasnovana za zmanjšanje obremenitev vetra; zaradi velike površine je idealen tudi za stanovanjsko uporabo. Celotna zasnova stolpa, ki bo stal tako blizu Rdečega morja kot izliva potoka Obhur (Sharm Ob'hur), kjer se ta razširi, ko se sreča z Rdečim morjem, kot tudi pročelje na umetni vodni poti in pristanišču, ki bo zgrajeno okoli njega, naj bi bilo videti kot puščavska rastlina, ki se dviga navzgor, kot simbol rasti in prihodnosti Saudove Arabije, pa tudi, da bi dodal pomen statusu Džide kot prehodu v sveto mesto Meka. Oblikovalčeva vizija je bila »tista, ki predstavlja nov duh Savdske Arabije« (Smith). Območje 23 hektarjev okoli stolpa bo vsebovalo javni prostor in nakupovalno središče ter druge stanovanjske in komercialne objekte in bo znano kot okrožje Jeddah Tower Water Front, od tega bo samo območje stolpa zavzemalo 500.000 m². Tako kot pri mnogih drugih zelo visokih nebotičnikih, vključno s Kraljevim centrom v Riadu, za katerega se na splošno šteje, da je sprožil nedavni pomemben komercialni razvoj okoli njega v okrožju Olaja, je velik del namena stolpa simboličen kot tudi za dvig vrednosti okoliškega zemljišča namesto lastne donosnosti. V ta namen je arhitekt stolpa, Adrian Smith, dejal, da stolp »prikliče snop listov, ki poženejo iz tal; izbruh novega življenja, ki napoveduje večjo rast okoli sebe«. Smith pravi, da bo stolp ustvaril mejnik, v katerem sta on in okoliško gospodarsko mesto Džida soodvisna. Talal Al Maiman, član upravnega odbora Jeddah Economic Company, je dejal: »Jeddah Tower bo znamenita stavba, ki bo močno povečala vrednost na stotine drugih nepremičnin okoli njega v Jeddah Economic City in pravzaprav po vsej severni Džidi«. Koncept dobičkonosnosti, ki izhaja iz gradnje visoko gosto naseljenih objektov in nakupovalnih centrov okoli takšne znamenitosti, je bil vzet iz Burdž Kalifa, kjer se je izkazal za uspešnega, saj so njegovi okoliški nakupovalni centri, hoteli in kondominiji na območju, znanem kot Downtown Dubaj, ustvarili največji prihodek od tega projekta kot celote, medtem ko je sama Burdž Kalifa ustvaril malo ali nič dobička.

### Dvigala
Stavba bo imela skupno 59 dvigal, od tega pet dvonadstropnih, ter 12 tekočih stopnic. Dvigala izdeluje finsko podjetje Kone. Imel bo tudi najvišjo razgledno ploščad na svetu, do katere bodo hitra dvigala potovala s hitrostjo do 10 metrov na sekundo (36 km/h ali 22 mph) v obe smeri. Dvigala ne morejo iti hitreje, ker bi lahko sprememba zračnega tlaka pri tako hitri hitrosti povzročila slabost; na 914 m je zračni tlak več kot 10 kPa nižji kot pri tleh (10-odstotno znižanje zračnega tlaka). Prav tako morajo biti učinkovita, da kabli niso neznosno težki. Jeddah Tower bo imel tri nebesna preddverja, kjer bo mogoče opraviti prestop z dvigalom, in nobeno dvigalo ne bo šlo od dna do najvišjega zasedenega nadstropja. Uradno število nadstropij ni bilo podano; vendar pa je Smith v televizijskem intervjuju izjavil, da bo približno 50 nadstropij več kot Burdž Kalifa, ki ima 163 zasedenih nadstropij, kar vodi do sklepa, da bo stolp v Džidi imel več kot 200 nadstropij. Stolp bo imel tudi velik zunanji balkon s premerom približno 30 m, znan kot nebesna terasa, na eni strani stavbe za zasebno uporabo pri nadstropju penthousea na nivoju 157;. Prvotno je bilo mišljeno kot heliport, vendar so piloti helikopterjev ugotovili, da je neprimerno okolje za pristajanje. Nižja gostota zraka, ki jo še poslabša tanka puščavska atmosfera, bo povzročila, da bo zunanja temperatura zraka proti vrhu stolpa nižja od zraka pri tleh, kar bo zagotovilo naravno hlajenje. V višinah je tudi bistveno večji zračni tok (veter), ki je na enem kilometru zelo močan in je močno vplival na konstrukcijsko zasnovo stolpa. Burdž Kalifa dejansko sprejema hladnejši in čistejši zrak iz zgornjih nadstropij in ga uporablja za klimatizacijo zgradbe. Jeddah Tower bo usmerjen tako, da nobena fasada ne bo obrnjena neposredno proti soncu; prav tako bo uporabljal kondenzno vodo iz klimatskega sistema za namakanje in druge namene celotne stavbe.
Za reševanje težav z dvigali bo stolp uporabljal svoje veliko število učinkovitih dvigal in tri nebesna preddverja, ki omogočajo prestopanje med dvigali, ki služijo določenemu območju, pri čemer nobeno dvigalo ne bo preobremenjeno. Od Burdž Kalife so se veliko naučili, kar je pomagalo pri oblikovanju stolpa v Džidi ne le strukturno, ampak tudi pri metodah za načrtovanje praktičnih mehanskih, električnih in vodovodnih (MEP) sistemov, kot tudi pri upoštevanju lokalnih predpisov in mednarodnih gradbenih predpisov. Kljub vsem fizičnim izzivom Adrian Smith navaja, da je praktičnost še vedno večji izziv v primerjavi s strukturno vzdržljivostjo, tudi pri tako super visokih zasnovah, in da je bila, kot pri vseh stavbah, oblika stolpa primarno izpeljana glede na to, kakšna bi bila uporaba stavbe, nato pa v skladu s strukturnimi dejavniki, ki bi jih bilo treba upoštevati, da bi to dosegli.

## Galerija
- 12. nadstropje (10. januar 2015)
- 23. nadstropje (7. junij 2015)
- 44. nadstropje (7. 7. 2016) (42+2) ponoči
- 44. nadstropje (13. julij 2016) (42+2)
- 47. nadstropje (2. december 2016) (45+2)
- Od junija 2017
- Od avgusta 2019